# Cerkiew Zaśnięcia Bogurodzicy w Babicach
Cerkiew Zaśnięcia Bogurodzicy w Babicach – drewniana filialna cerkiew greckokatolicka, znajdująca się w Babicach. Wpisana do rejestru zabytków pod numerem A-456 decyzją z dnia 4 marca 1970.

## Historia
Zbudowana na miejscu starszej, drewnianej cerkwi w roku 1839 lub 1840. Odnowiona w latach 1888-1890. Należała do greckokatolickiej parafii w Skopowie. Od roku 1947 opuszczona, popadła w ruinę.

## Opis
Babicka cerkiew jest świątynią orientowaną o budowie pozornie jednoprzestrzennej. Od wschodu zamknięta trójbocznie. Dach dwuspadowy, jednokalenicowy pokryty blachą. Nad częścią nawową wysoka wieżyczka. We wnętrzu płaski, obniżony po bokach i wsparty na słupach strop. Polichromia ornamentalna i architektoniczna w bardzo złym stanie. W zachodniej części wsparty na słupach chór muzyczny. Pomiędzy nawą a prezbiterium pozbawiony ikon ikonostas. Przy cerkwi dobrze zachowana wolnostojąca dzwonnica o konstrukcji słupowej.

## Galeria

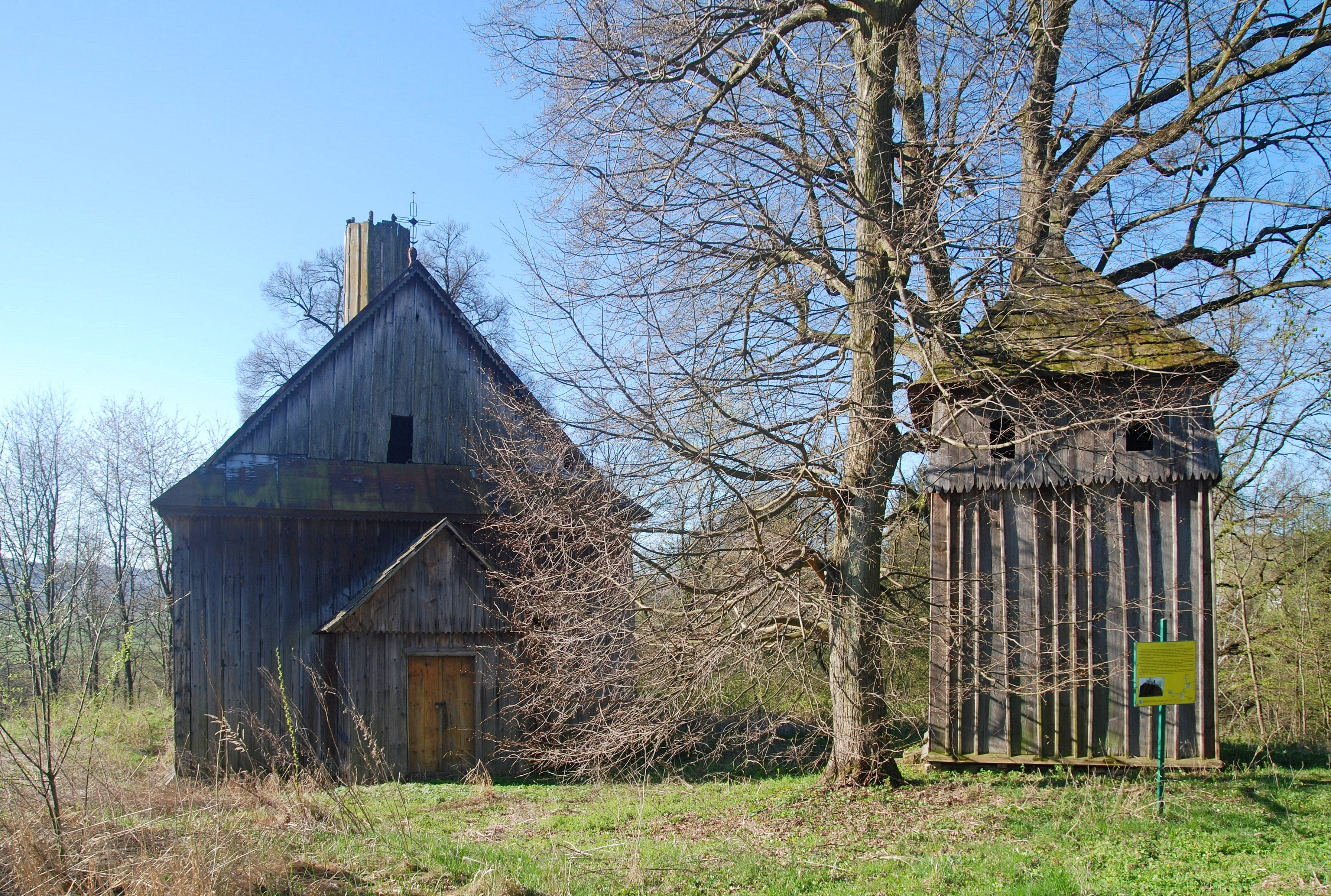
Widok ogólny
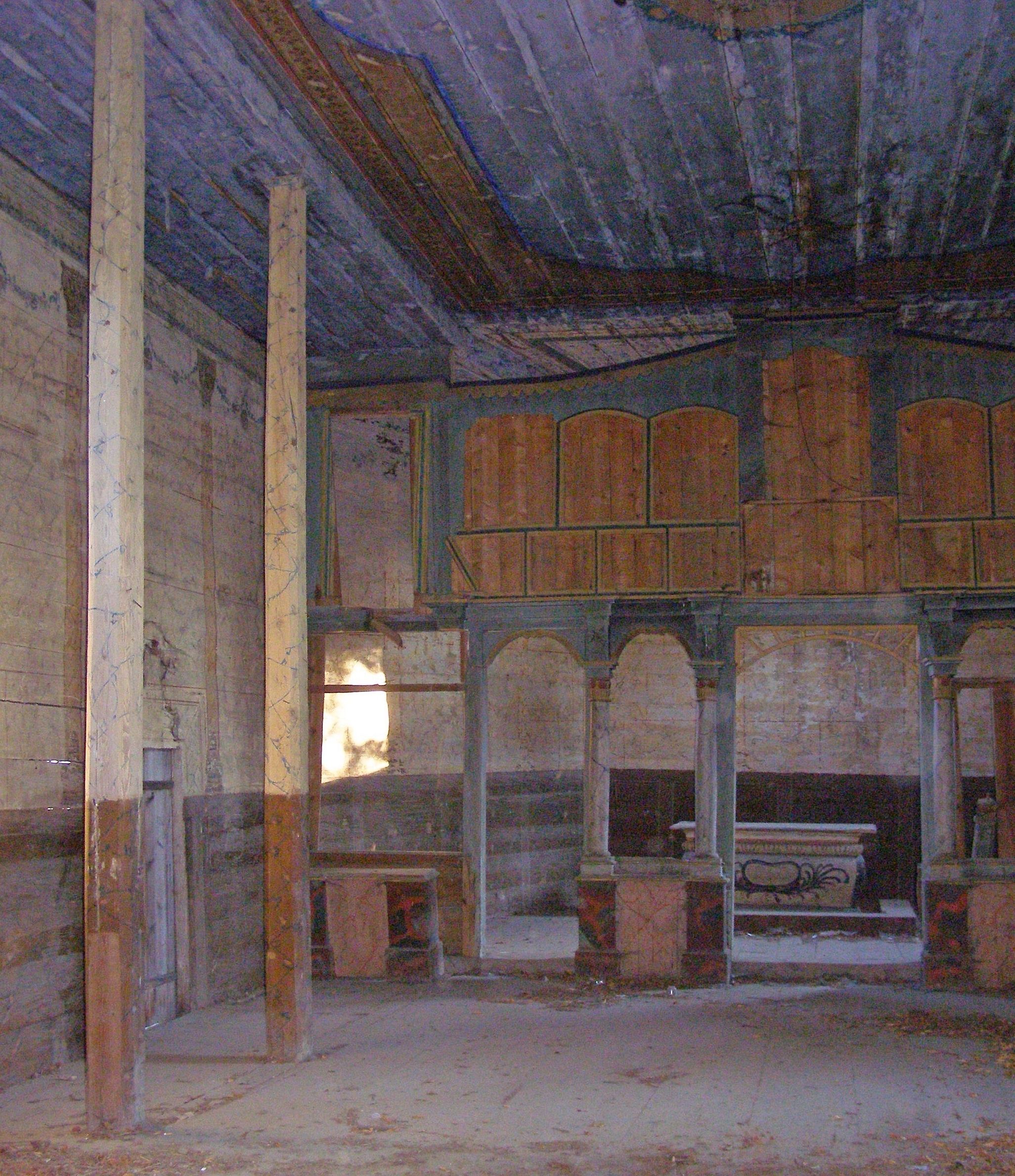
Wnętrze
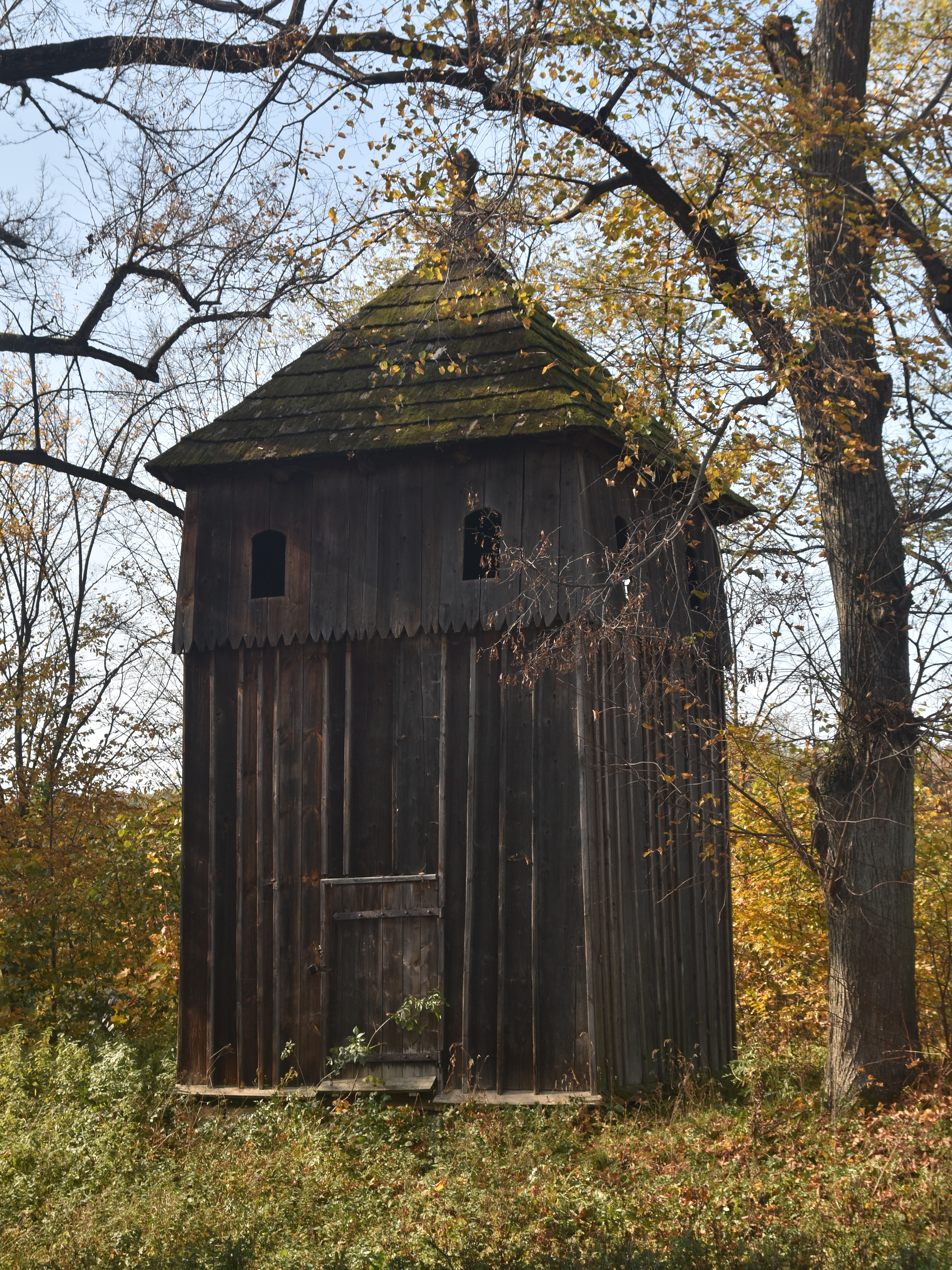
Dzwonnica